# 51e régiment d'infanterie (France)
Pour les articles homonymes, voir 51e régiment.
Le 51e régiment d'infanterie (51e RI) est un régiment d'infanterie de l'Armée de terre française créé sous la Révolution à partir du régiment de La Sarre, un régiment français d'Ancien Régime.

## Création et différentes dénominations
- 1651 : Création sous le nom de régiment de La Ferté-Senneterre levé par Henri de La Ferté-Senneterre. Il également appelé régiment de La Ferté.
  - 1919 : La ville de Senneterre au Québec est fondée et le nom de Senneterre est donné en l'honneur du régiment qui servit sous Montcalm.
- 1685 : Prend le nom de régiment de la Sarre.
  - 1917 : La ville de La Sarre au Québec est fondée et le nom de La Sarre est donné en l'honneur du régiment qui servit sous Montcalm.
- 1er janvier 1791 : À la Révolution, tous les régiments prennent un nom composé du nom de leur arme avec un numéro d’ordre donné selon leur ancienneté. Le régiment de la Sarre devient le 51e régiment d’infanterie de ligne.
- 1794 : devient la 51e demi-brigade de première formation, par l'amalgame des
  - 1er bataillon du 26e régiment d'infanterie (ci-devant Bresse)
  - 3e bataillon de volontaires des Hautes-Alpes
  - 5e bataillon de volontaires des Hautes-Alpes
- 30 mai 1796 (11 prairial an IV) : transformé en 51e demi-brigade de deuxième formation, par l'amalgame des :
  - 99e demi-brigade de première formation (1er bataillon du 50e régiment d'infanterie (ci-devant Hainaut), 4e bataillon de volontaires du Bas-Rhin et 9e bataillon de volontaires des Bouches-du-Rhône également appelé 1er bataillon de volontaires du Luberon ou bataillon de volontaires d'Apt)
  - 105e demi-brigade de première formation (1er bataillon du 53e régiment d'infanterie (ci-devant Alsace)1er bataillon de volontaires du Gers 2e bataillon de volontaires du Gers)
  - 199e demi-brigade de première formation (2e bataillon de volontaires de Seine-et-Marne, 3e bataillon de volontaires de l'Ain et 10e bataillon bis de volontaires de la Côte-d'Or)
  - 13e demi-brigade provisoire de première formation (1er bataillon de volontaires des Côtes-Maritimes, 3e bataillon de volontaires des Côtes-Maritimes et 6e bataillon de volontaires des Côtes-Maritimes)
  - 3e compagnie de grenadiers de la 14e demi-brigade de première formation (2e bataillon du 7e régiment d'infanterie (ci-devant Champagne), 1er bataillon de volontaires du Gard et 2e bataillon de volontaires du Gard)
  - 2e compagnie de grenadiers de la 26e demi-brigade de première formation (2e bataillon du 13e régiment d'infanterie (ci-devant Bourbonnais), 4e bataillon de volontaires de la Manche et 9e bataillon de volontaires de Seine-et-Oise)
- 1803 : La 51e demi-brigade de seconde formation devient le 51e régiment d'infanterie de ligne
- 12 mai 1814 : pendant la Première Restauration, le 51e régiment prend le numéro 47
- 20 avril 1815 : Napoléon Ier rend aux anciens régiments d'infanterie de ligne les numéros qu'ils avaient perdus. Le régiment reprend le nom de 51e régiment d'infanterie de ligne durant les Cent-Jours.
- 16 juillet 1815 : comme l'ensemble de l'armée napoléonienne, il est licencié à la Seconde Restauration
- 11 août 1815 : création de la Légion de la Marne.
- 1817 : la Légion de la Marne prend le rang no 51.
- 1820 : la 51e légion de la Marne est amalgamée et renommée 51e régiment d'infanterie de ligne
- 1887 : renommé 51e régiment d'infanterie
- 1914 : à la mobilisation, le 51e RI donne naissance au 251e régiment d'infanterie
- 1984 : dissolution du 51e RI, création du 51e RI/31e GTC par fusion avec le 31e groupement de camp
- 2000 : le 51e RI/31e GTC est dissout et devient régiment du camp de Mourmelon
- 2007 : le régiment du camp de Mourmelon est dissout, le centre d'entraînement des brigades reprend les traditions du 51e RI
- 2013 : recréation du 51e RI sous le nom de Centre d’entraînement interarmes et du soutien logistique - 51e régiment d’infanterie
- 2021 : renommé centre d’appui et de préparation au combat interarmes - 51e régiment d’infanterie
- 2025 : renommé 51e régiment d’infanterie

## Chefs de corps
Ancien Régime
- 1651 - 1671 : Duc de la Ferte
- 1671 - 1685 : Marquis de la Ferte
- 1685 - 1691 : Comte de Braque
- 1691 - 1704 : Comte de Vaudrey
- 1704 - 1709 : Comte de Montcault
- 1709 - 1730 : Comte d'Autrey de Montcault
- 1730 - 1734 : Comte de Boissieux
- 1734 : Comte de Maillebois
- 1734 - 1735 : Comte de Lussan
- 1745 - 1747 : Marquis de Tombebœuf
- 1747 - 1762 : Marquis de Montpouillan
- 1762 - 1767 : Comte de Peyre
- 1767 - 1784 :  duc de la Rochefoucaud
- 1784 - 1788 : Comte de Montbel

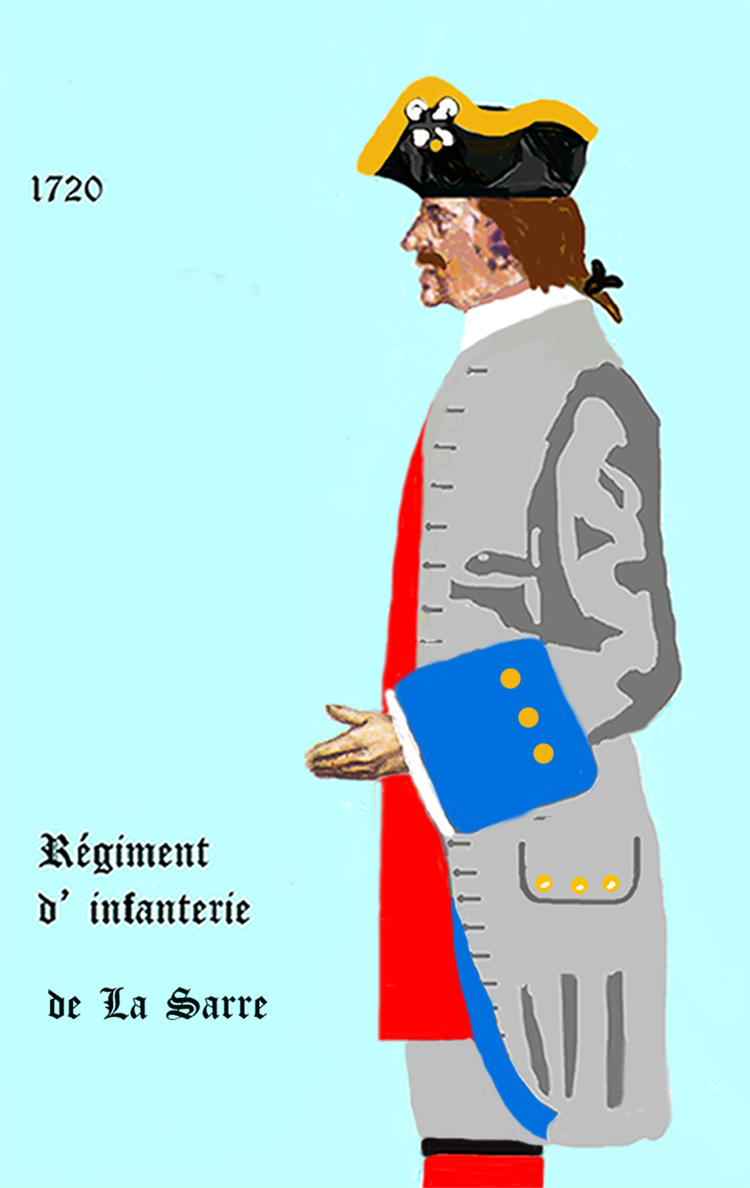
Uniforme du régiment de 1720 à 1734
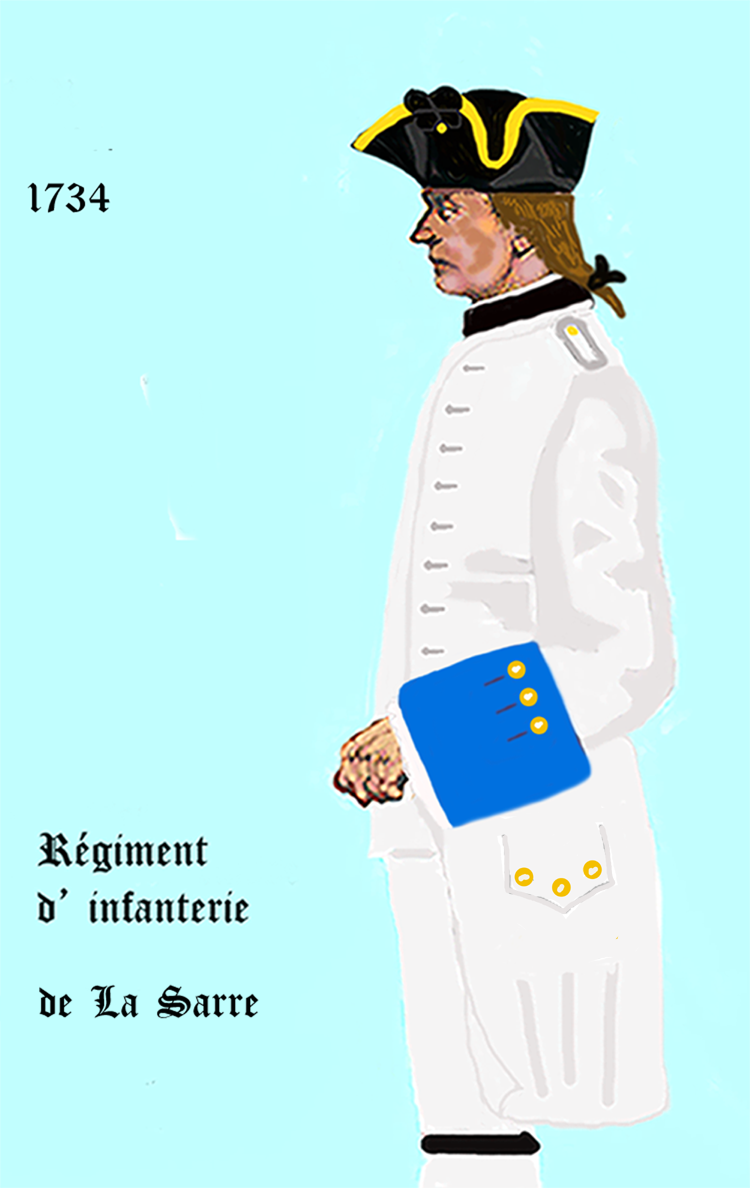
Uniforme du régiment de 1734 à 1757
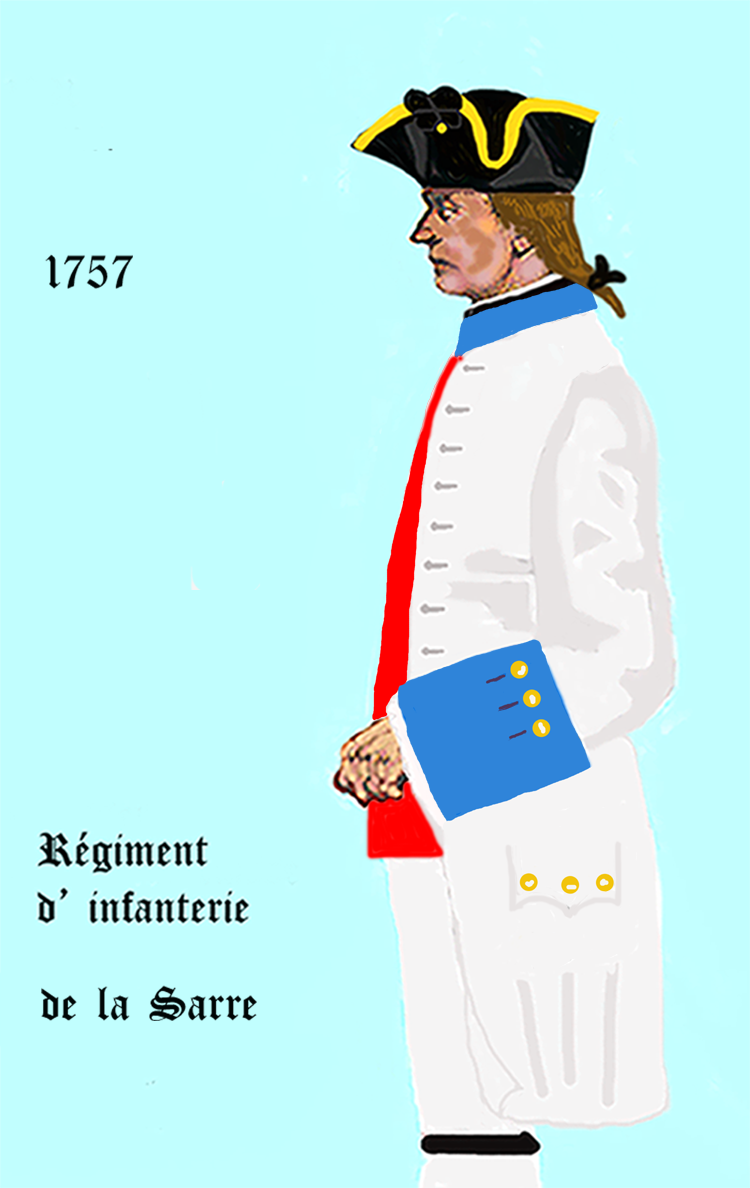
Uniforme du régiment de 1757 à 1762
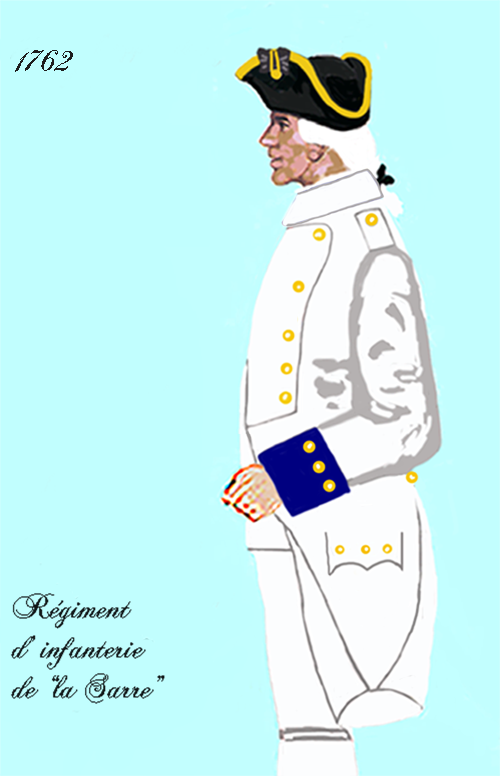
Uniforme du régiment de 1762 à 1767
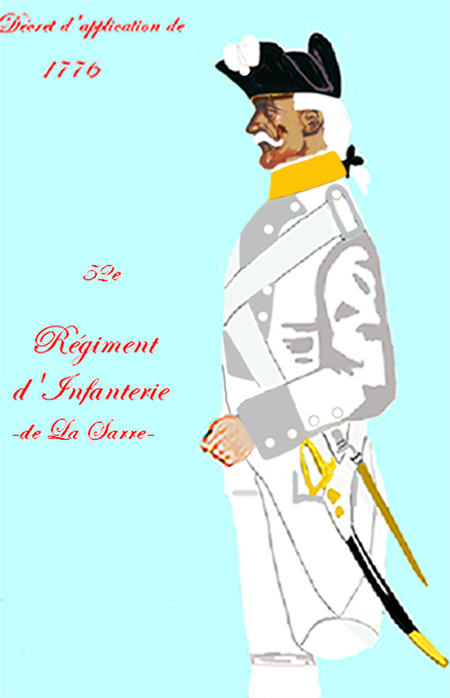
Uniforme du régiment de 1767 à 1779
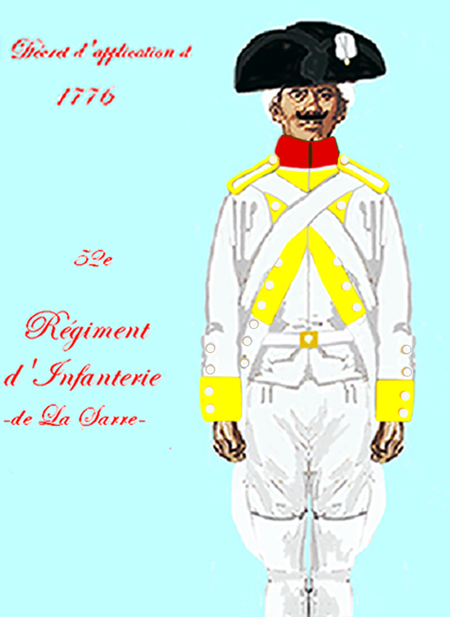
Uniforme du régiment de 1767 à 1779 (variation)
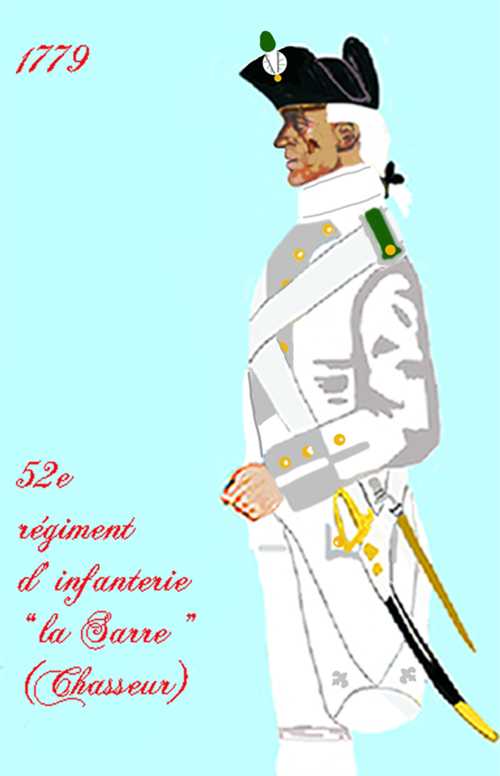
Uniforme du régiment de 1779 à 1791
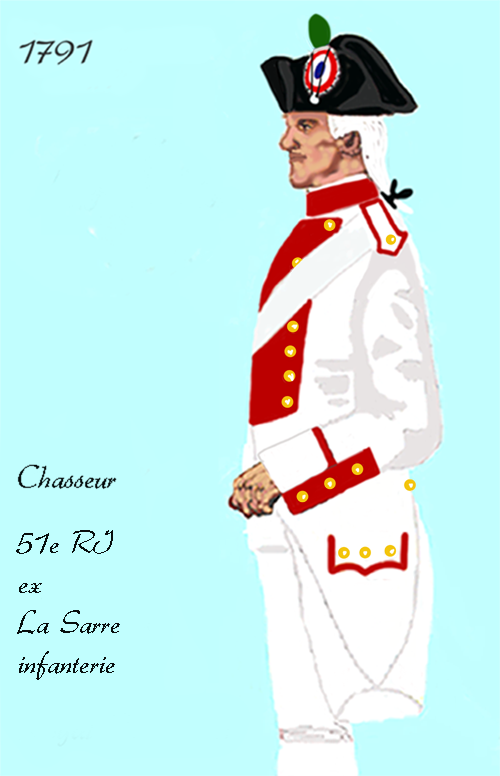
Uniforme du régiment de 1791 à 1792
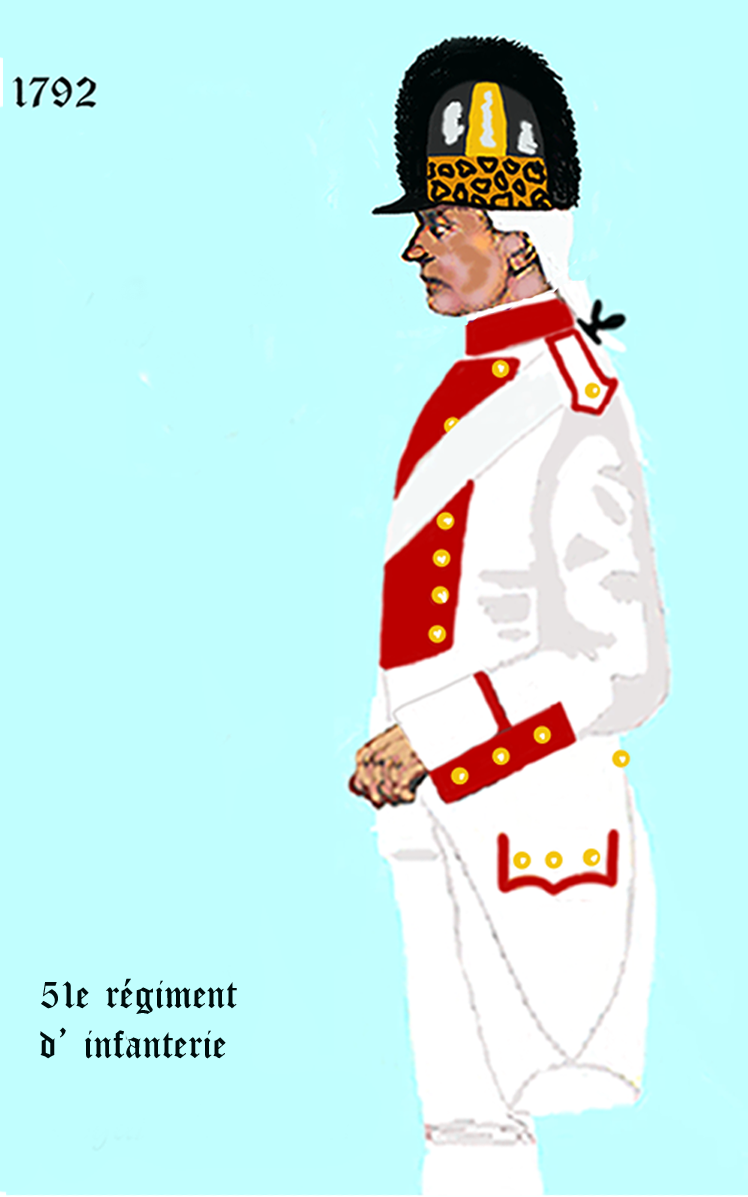
Uniforme du régiment de 1792 à 1794

Révolution
- 1788 - 1791 : Baron Jean Charles Gravier de Vergennes[1]
- 1791 : Charles Léopold Joseph Du Pont de Compiègne - colonel.
- 1791 : Joseph Joulard d'Iversay - colonel.
- 1792 : Charles Guillaume Vail d'Allais - colonel.
- 1792 : Joseph Marie Lavoine Desperriers - colonel.
- 1792 : Luc Siméon Auguste Dagobert - colonel.
- 1793 : Jean-Jacques Dortoman - colonel.
- 1793 : André Masséna - colonel. (**)
- 1793 : Rivas - colonel.

Première République
- 1794 : Jacques Balguerie - chef de brigade.
- 1795 : Brenier - chef de brigade.
- 1796 : Élie Lafont - chef de brigade (*).

Premier Empire
- 1796 : Meinzweig - chef de brigade.
- 1800 : Joseph Alphonse de Bonnet d'Honnières - chef de brigade. (*)
- 1805 : Louis Paul Baille - colonel. (*)
- 1812 : François Nicolas Taillé - colonel tué le 25 juillet 1813 au col de Mayo en Espagne.
- 1813 : Pierre Douarche - colonel.
- 1814 : Jean Antoine Rignon - colonel tué le 18 juin 1815 à la bataille de Mont-Saint-Jean en Belgique.

Restauration
- 1815 - 1816 : Baron de Lascours
- 1816 - 1817 : Marquis d'Oria
- 1817 - 1821 : Louis Jean-Baptiste Cornebize
- 1821 - 1826 : colonel Aymon de Contreglise
- 1826 - 1830 : colonel Ocher de Beaupre
- 1830 : colonel Parchappe

Monarchie de Juillet
- 1830 - 1838 : colonel Guingret
- 1838 : colonel Duvivier
- 1838 - 1846 : colonel Siméon

Deuxième République
- 1846 - 1849 : colonel Claparède
- 1849 - 1852 : colonel de Lourmel

Second Empire
- 1852 - 1855 : colonel Perrin-Jonquière
- 1855 - 1859 : colonel Teula
- 1859 - 1862 : colonel Guynet
- 1862 - 1865 : colonel Garnier
- 1865 - 1868 : colonel le Page des Longchamps
- 1868 - 1871 : colonel Delebecque
- 1871 : colonel de la Monneraye

Troisième République
- 1871 - 1879 : colonel Robillard
- 1879 - 1880 : colonel Mezny
- 1880 - 1886 : colonel Potier
- 1886 - 1894 : colonel Lacapelle
- 1894 - 1896 : Colonel de Lacroix
- 1898 - 1903 : colonel Roy de Lachaise
- 1903 - 1906 : colonel Brochin
- 1906 - 1909 : colonel d'Harcourt
- 1909 - 1910 : colonel Gille
- 1910 - 1914 : colonel Bertaux
- 1914 : colonel Leroux

Première Guerre mondiale
- 1914 : colonel Agel
- 1914 - 1916 : colonel Brion (**)
- 1916 - 1917 : colonel Crueche
- 1917 : colonel Nicolas
- 1917 - 1920 : colonel Theilhac

Entre-deux-guerres
- 1920 - 1921 : colonel Cuny
- 1922 : colonel Theilhac
- 1922 - 1926 : colonel Bernard
- 1926 : colonel Lemaire
- 1926 - 1927 : colonel Issaly
- 1927 - 1929 : colonel Eugène Charreyre
- 1929 - 1930 : colonel Thomas
- 1930 - 1932 : colonel Caisez
- 1932 - 1935 : colonel Collin
- 1935 - 1936 : colonel Delambre
- 1938 : colonel Delage

Seconde Guerre mondiale
- 1939 - 1940 : colonel Guy
- 1940 - 1941 : colonel Foucault
- 1941 - 1942 : colonel Hautcœur
- 1945 : colonel Lehagre

Après-guerre
- 1972 : colonel Pasquet de Franlieu
- 1974 : lieutenant-colonel Taithe
- 1976 : colonel David
- 1977 : lieutenant-colonel Le Dentu
- 1979 : colonel Cardonne
- 1981 : colonel Nicolaï
- 1983 : colonel Jean-Paul Dubreuil (*)

- 2023 : colonel Alban Dupla
- 2025 : colonel Jean-Baptiste du Laurent de La Barre

(*) Officier qui devint par la suite général de brigade.
(**) Officier qui devint par la suite général de division.

## Historique des garnisons, combats et batailles

### Ancien Régime

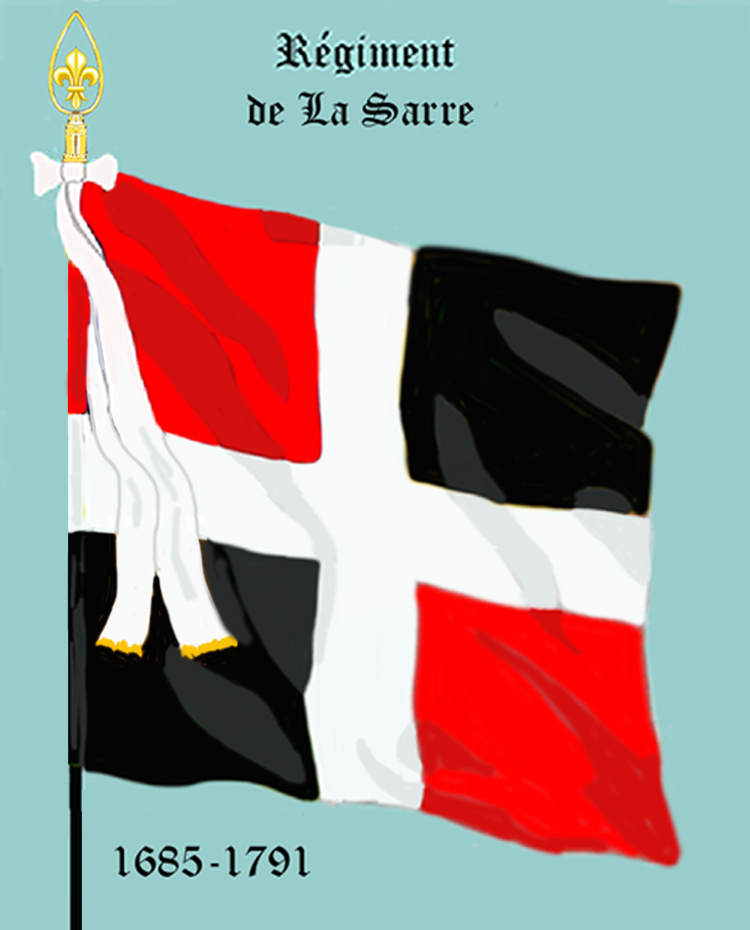
Drapeau du régiment

- 1651 : Le régiment sera levé en Lorraine sous le nom de Ferté-Sennecterre, du nom de son propriétaire.
- 1685 : Le régiment adoptera le nom de régiment de La Sarre.
- 1730 : Claude de La Corcelle, chevalier de Saint-Louis, capitaine de régiment de la Sarre, sieur de Bailly et de Cuzy au finage de Cervon (Nièvre)
- 1747 : Jean-Pierre Tridon, lieutenant, seigneur de Pernay (Nièvre).

En 1756, son deuxième bataillon fut envoyé en Nouvelle-France et participa ainsi à la Guerre de Sept Ans contre les armées anglaises.
- 1756 : Bataille de Fort Oswego
- 1757 : Bataille de Fort William Henry
- 1758 : Bataille de Fort Carillon
- 1759 : Bataille des plaines d'Abraham ou le lieutenant-colonel Etienne-Guillaume de Sénezergues, meurt de ses blessures le lendemain de la bataille
- 1760 : Bataille de Sainte-Foy ou le capitaine Dupras est tué à la maison Dumont
- 1760 : Capitulation de Montréal

### Guerres de la Révolution et de l'Empire

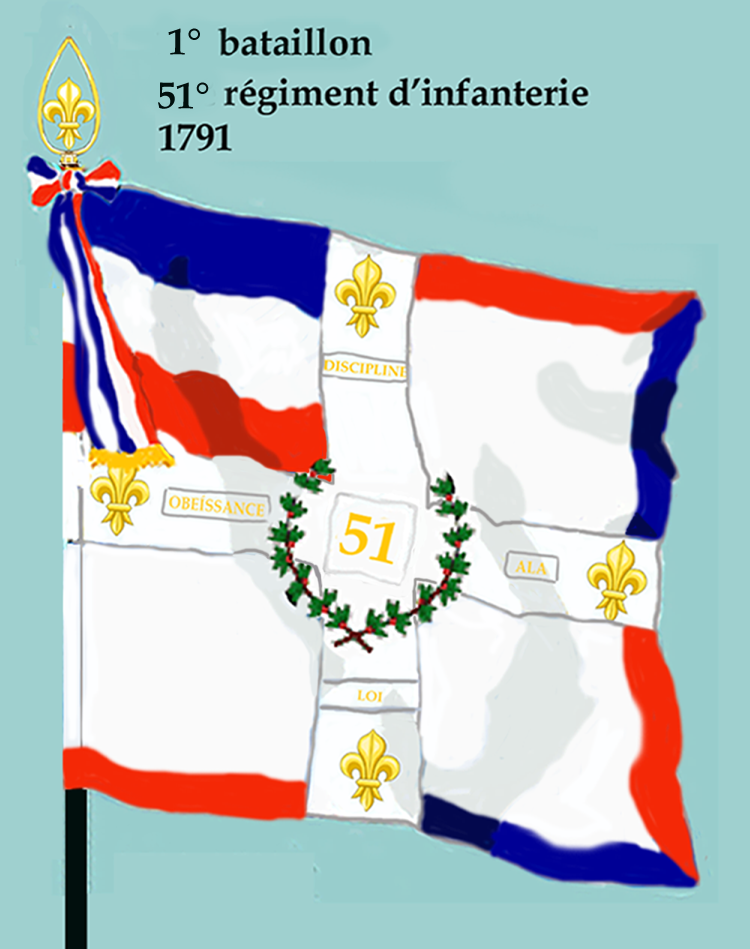
Drapeau du 1er bataillon du 51e régiment d'infanterie de ligne de 1791 à 1793
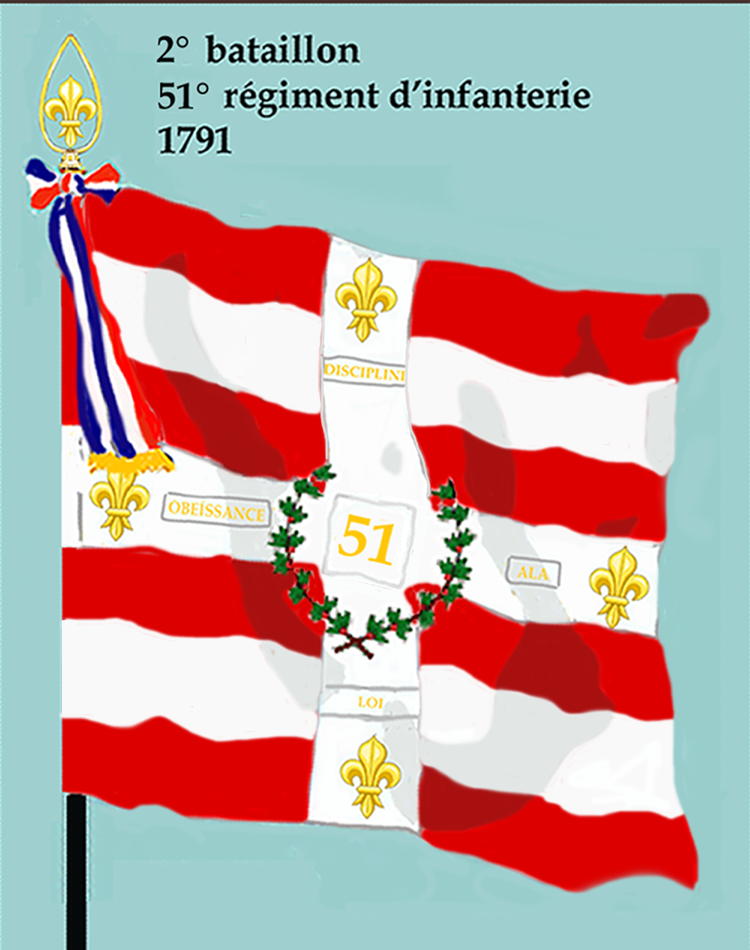
Drapeau du 2e bataillon du 51e régiment d'infanterie de ligne de 1791 à 1793

#### 1792: Armée du Midi, Armée du Var, Armée d'Italie
Armée du Midi et Armée d'Italie
Le 23 novembre le 1er bataillon quitte Sospel, embarque à Villefranche sur l'escadre de l'amiral Truguet, contribue à la prise d'Oneille puis revint camper entre Nice et Sospel.
Le 2 décembre il met en déroute un détachement ennemi venu reprendre Sospel qui avait été évacué par les troupes françaises puis il est dirigé à La Turbie avant de prendre ses quartiers d'hiver à Nice, ou il réprime, le 9 décembre, une révolte.
Durant cette campagne de 1792, le 2e bataillon avait stationné à Grasse avant d'être rattaché à l'armée des Alpes et dirigé sur Pont-Saint-Esprit puis Antibes.
Le 16 décembre, le lieutenant-général Biron prend le commandement de l'armée du Var, qui devient l'armée d'Italie en remplacement du général Anselme.

#### 1793:Armée d'Italie
Tandis que le 2e bataillon du 51e fut envoyé en garnison à Tournon le 1er bataillon rattaché à l'armée d'Italie fut envoyé à L'Escarène puis, il prend part, le 12 février, au combat de Sospel, le 19 février au combat du camp de Braous,, le 28 février au combat de Peïra-Cava contribuant largement à chasser les troupes austro sardes
Le 1er mars les 2 bataillons sont réunis, avec un effectif total de 1 080 hommes, et positionnés entre Nice et Sostel. Le 8 mars le chef de brigade Jean-Jacques Dortoman est nommé à la tête du 51e régiment d'infanterie en remplacement de Luc Siméon Auguste Dagobert promu général de brigade à l'armée des Pyrénées orientales.
Le 20 mai, sous les ordres du colonel Sérurier le 51e et le 50e régiment d'infanterie de ligne quittent Saint-Martin, chassent l'ennemi de Rorà puis reprennent, le 22 mai, Isola aux Piémontais mais, le 20 mai, menacé par les Piémontais et les Autrichiens, le 51e, se retire sur Saint-Martin.
Début juin, le 51e, accompagné du 3e bataillon de chasseurs à pied, attaque les avant-postes ennemis du camp des Mille-Fourches défendu par 2 redoutes ou il se couvre de gloire puis, avec le 70e du camp de Rauss. Malgré un succès tactique, les troupes françaises durent se replier et le 51e perdit dans cette affaire environ 250 hommes dont la compagnie de grenadier du 2e bataillon qui fut presque entièrement détruite. Après cet échec les troupes françaises reprirent leurs anciennes positions et le 51e fut dirigé au camp de Raolet situé au nord de Sospel.
Après la promotion au rang de général de brigade de Jean-Jacques Dortoman, le 17 juin, le 51e passa sous les ordres du chef de brigade André Masséna jusqu'à sa promotion le 22 août suivant. À cette date, c'est le chef de brigade Rivas qui prend le commandement.
Le 8 septembre, les Piémontais lancent une attaque générale sur les lignes françaises. Le lieutenant Joubert, à la tête d'un détachement de 30 grenadiers du 51e régiment d'infanterie de ligne, défend la redoute de la Condamine assailli par 500 Piémontais. Après avoir épuisé ses munitions, il défend l'ouvrage à la baïonnette, mais les Piémontais l'ayant pulvérisé à coup de canon, la petite troupe dut se rendre après près de 5 heures de combat. Le froid et la neige qui survinrent après le combat condamnèrent les deux armées à l'inaction.
Le 1er bataillon fut alors envoyé au siège de Toulon sous les ordres de François de Miollis tandis que le 2e bataillon fut envoyé au siège de Lyon et rattaché à l'armée des Alpes.
Conformément aux lois du 21 février, du 12 août 1793, on s'occupait de l'embrigadement des troupes de ligne avec les bataillons de volontaires. Ainsi, le 1er bataillon du 51e régiment d'infanterie ci-devant la Sarre, est amalgamé, le 11 novembre 1793, avec le 3e bataillon de volontaires des Bouches-du-Rhône et le 6e bataillon de volontaires des Bouches-du-Rhône pour former la 101e demi-brigade de première formation.
Conformément aux lois du 21 février, du 12 août 1793, le 2e bataillon du 51e régiment d'infanterie ci-devant la Sarre est amalgamé, le 17 avril 1794, avec le 3e bataillon de volontaires du Var et le 6e bataillon de volontaires du Var pour former la  102e demi-brigade de première formation.
Ainsi disparaît pour toujours le 51e régiment d'infanterie ci-devant la Sarre, partageant le sort de tous ces vieux régiments de l'ancienne monarchie qui depuis deux siècles avaient défendu si intrépidement combattu contre toutes les coalitions sous le règne de Louis XIV et dans le Nouveau-Monde sous les règnes de Louis XV et Louis XVI .

#### 1794:51edemi-brigade(première formation)
L'exécution de l'amalgame de deux bataillons de volontaires et d'un bataillon de ligne de l'ancienne armée royale dite ci-devant pour constituer une unité nouvelle, la demi-brigade ayant été retardée pour certains corps, un nouveau décret en date du 17 nivôse an II (18 janvier 1794) prescrivit l'embrigadement immédiat.
Ainsi conformément aux lois du 21 février, du 12 août 1793 et au décret de la Convention du 17 nivôse an II (8 janvier 1794), la 51e demi-brigade de première formation est formée au camp de Casotto, le 1er thermidor an II (19 juillet 1794) de l'amalgame du 1er bataillon du 26e régiment d'infanterie (ci-devant Bresse) avec le 3e bataillon de volontaires des Hautes-Alpes et le 5e bataillon de volontaires des Hautes-Alpes.
Avec un effectif de 1 925 hommes (88 officiers et 1 837 sous-officiers et hommes de troupe), la demi-brigade compte 3 bataillons à 8 compagnies et 1 compagnie de canonniers, sous le commandement du chef de brigade Jacques Balguerie et attachée à l'armée d'Italie.
La 51e demi-brigade fut placé en 1re ligne; le 1er bataillon pris position à la chartreuse de Casotto et les 2e et 3e bataillon se positionnèrent sur le mont Carnete, position qu'il tint jusqu'au 21 août ou les 1er et 3e bataillons occupèrent Isola-Prosa et Ormea et le 2e bataillon Cia-Bernardo. Le 21 septembre affecté à la brigade Hamel, le 1er bataillon fut cantonné à Intrapa, le 2e resta à Cia-Bernardo et le 3e fut envoyé à Ponte di Nava (it) où ils restèrent sur la défensive. Le 16 novembre, le 51e fut désigné pour procurer du fourrage. Il revint 4 jours après avec 2 000 quintaux de foin, 400 bêtes à cornes et 500 moutons sans avoir été inquiété par l'ennemi et les bataillons reprirent leurs positions.

#### 1795 et 1796
Mal chaussés, mal vêtus, accablés de service et placés dans un climat rigoureux, les 3 bataillons restèrent tranquilles dans leur cantonnements tout en ayant un grand nombre de malades si bien qu'à la fin mars l'effectif était réduit au 2/3 environ. Fin mars la 51e, affectée à la brigade Miollis reçu, en mai, l'ordre d'occuper le col del Inferno et Bertolotti.
Les registres de la 51e demi-brigade ayant été perdus, on ne trouve aucune trace de cette demi-brigade durant le reste de l'année 1795 et la totalité de 1796. On sait seulement qu'elle eut comme commandant le chef de brigade Brenier à la fin de 1795.
Le 30 nivôse an V (19 janvier 1797), la 51e demi-brigade reçut une nouvelle dénomination, par suite d'un arrêté du Directoire exécutif, du 18 nivôse an IV (8 janvier 1796), qui avait prescrit le remaniement complet de tous les bataillons sur pied et leur fusion en 100 demi-brigades d'infanterie de ligne et 30 d'infanterie légère.
La 51e demi-brigade, celle qui venait de faire les campagnes de 1794 à 1796 à l'armée d'Italie, eut au sort le no 63 des nouvelles demi-brigades.

#### 1796
La nouvelle 51e demi-brigade se trouva formée à l'armée des Alpes, le 11 prairial an IV (30 mai 1796), et se composa de l'amalgame des anciennes 99e, 105e et 199e demi-brigade de première formation, de la 13e demi-brigade provisoire de première formation, de la 3e compagnie de grenadiers de la 14e demi-brigade et de la 2e compagnie de grenadiers de la 26e demi-brigade de première formation.
- Voltri,
- Montenotte,
- Dego,
- Lodi,
- Borghetto,
- Castiglione,
- Governolo,
- Bataille du pont d'Arcole.

#### De 1797 à 1814
- 1797 :
  - Rivoli,
  - Mantua,
  - Valvassone.
- 1799 :
  - Bergen
  - Castricum.
- 1800 :
  - Fribourg,
  - Biberach,
  - Hohenlinden.
- 1805 :
  - 2 décembre : Bataille d'Austerlitz
- 1806 :
  - Bataille d'Auerstadt
  - Czarnonvo
  - Golymin.
- 1807 :
  - 8 février : Bataille d'Eylau
  - Ostrelenka
  - Dantzig
  - Bataille de Friedland.
- 1808 :
  - Madrid,
  - Valence,
  - Bilbao.
- 1809 :
  - Bataille de Talavera,
  - Almonacid,
  - Fuente-Ovejuna.
- 1811 :
  - Albufera.
- 1812 :
  - Tarifa
  - Cadix.
- 1813 :
  - Vitoria
  - Maya.
- 1813 :
  - Bataille de Borisov,
  - Kulm,
  - Dresde.
- 1814 : Guerre d'indépendance espagnole
  - 27 février : bataille d'Orthez
  - Bataille de Toulouse
- 1814 :
  - Arnheim,
  - Herg-op-Zoom
  - Coutray.

### De 1815 à 1852
- 1815 : Campagne de Belgique (1815)
  - Bataille de Waterloo.
- 1830 : Une ordonnance du 18 septembre créé le 4e bataillon et porte le régiment, complet, à 3 000 hommes[6].

Le 51e régiment d'infanterie de ligne est en Algérie entre 1845 à 1850 et participe à la prise de Zaatcha et à l'expédition de Kabylie.
Le 4 décembre 1851, il participe à la répression de l'insurrection parisienne lors du coup d'État de Napoléon III - Voir le récit par Victor Hugo dans Histoire d'un Crime

### Second Empire
En 1854, dans le cadre de la guerre de Crimée, il est envoyé en Baltique et contribue à la prise de Bomarsund.
Par décret du 2 mai 1859 le 51e régiment d'infanterie de ligne fourni 1 compagnie pour former le 101e régiment d'infanterie de ligne.
Envoyé au corps d'occupation de Rome entre 1860 et 1862.
Il part ensuite au Mexique entre 1862 et 1867 et participe à l'ensemble de la campagne. Son drapeau est décoré de la Légion d'honneur.
- Les unités françaises impliquées dans cette expédition comprennent :
- les 7e, 51e, 62e, 81e, 95e et 99e régiments d’infanterie de ligne ; les 1er, 7e, 18e et 20e de chasseurs à pied ;
- les 1er, 2e et 3e zouaves ; le 2e bataillon d’infanterie légère d’Afrique ; un bataillon de marche de tirailleurs algériens. Le régiment Etranger, premier des régiments de la légion étrangère qui se distingue à la bataille de Camerone.
- En 1870, formé à 3 bataillons, il quitte son dépôt de Dreux et sert au 3e corps et se bat à Borny, Rezonville, Saint-Privat, Lauvallières et Noisseville.
- Le 16 août 1870, le 4e bataillon, formé pour la plupart de nouveaux arrivants, quitte le dépôt pour créer le 9e régiment de marche, affecté à la 1re brigade de la 2e division du 13e corps d’armée[8]. Le dépôt du 51e de ligne forme ensuite tout au long de la guerre dix compagnies de dépôt afin de constituer d'autres régiments de marche. En septembre, le dépôt quitte Dreux pour Saintes (arrivée le 19), puis pour Bayonne en décembre (arrivée le 28)[9].

### De 1871 à 1914
Le 1er septembre 1871, le 51e régiment d'infanterie de ligne fusionne avec le 51e régiment d'infanterie de marche.

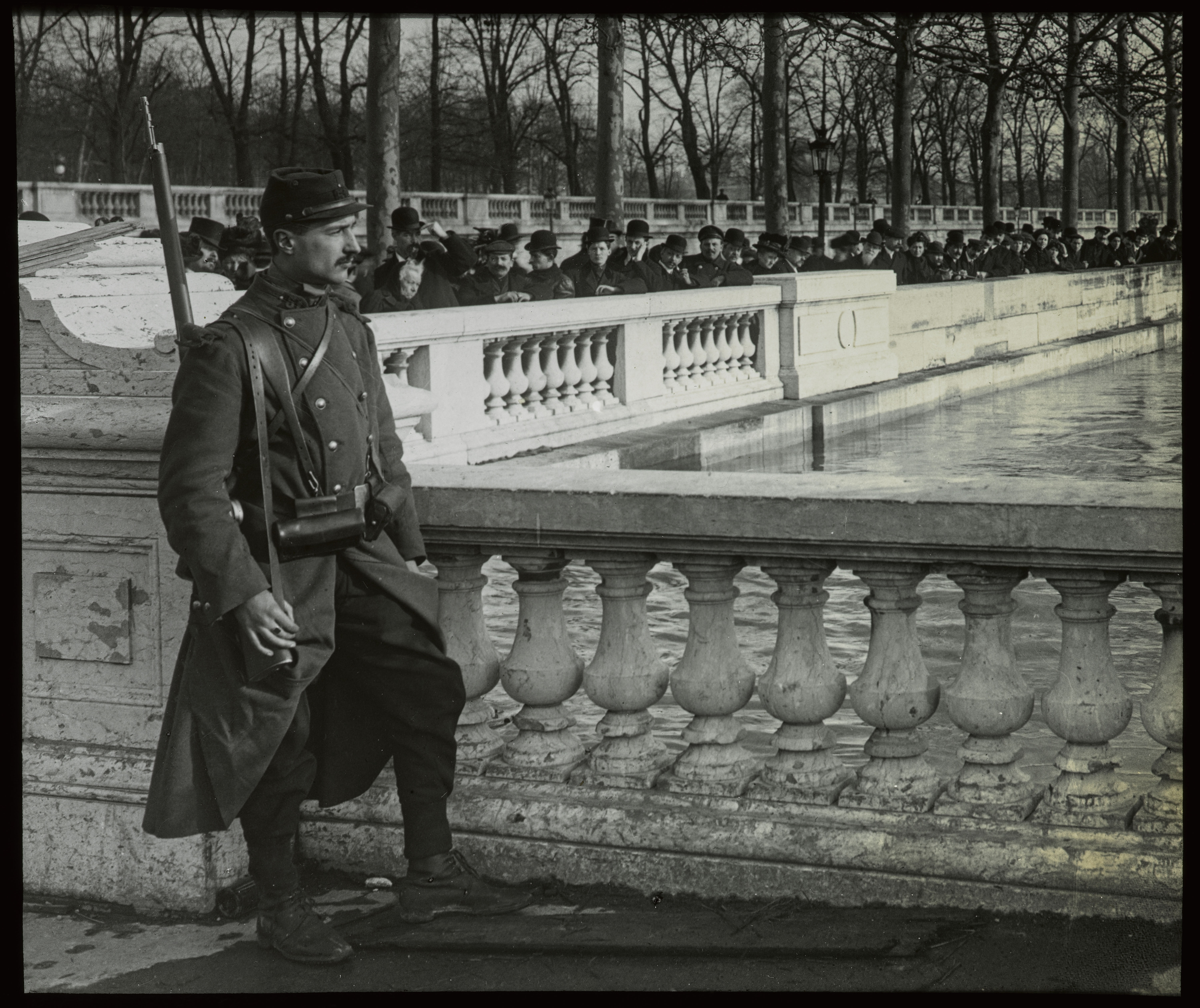
Soldat du lors de la crue de la Seine de 1910.

Lors de la réorganisation des corps d'infanterie de 1887, le régiment fourni un bataillon pour former le 146e régiment d'infanterie et un second bataillon pour former le 148e régiment d'infanterie.

### Première Guerre mondiale
- Au début de la guerre 1914, les 51e et 87e RI constituaient la 6e brigade d'infanterie (général Ernest Caré). Celle-ci et la 5e brigade d’infanterie (général Achille Deffontaines), constituaient la 3e division d’infanterie, au sein du 2e corps d’armée.

| - Ordre de bataille du 51e RI au 5 août 1914 : - État-Major du régiment - colonel Leroux - Médecin-major de 1re classe Mathieu - Capitaine-adjoint au chef de corps Mathieu - Officier de détails : lieutenant Hennebicque - Officier d'approvisionnement : lieutenant Barbenoire - Porte-drapeau : lieutenant A.L. Recuras-Massaquant(tué à Mouilly (Meuse) le 5 mai 1915) - 1er bataillon - Chef de bataillon lieutenant-col A.L.J. Agel - 1re compagnie : capitaine J.F.M. Fehner - 2e compagnie : capitaine Rolland - 3e compagnie : capitaine Bayol (Georges) tué au combat le 10.11.1914 à Vienne-le-Château (Marne). - 4e compagnie : capitaine Tarrit - 1re section de mitrailleuses : lieutenant Salvan | - 2e bataillon - Chef de bataillon com. Berthon - 5e compagnie : capitaine Mazin - 6e compagnie : capitaine Vallée (tué à Virton le 22 août 1914) - 7e compagnie : capitaine Pierron - 8e compagnie : capitaine Dumay - 2e section de mitrailleuses : lieutenant ? - 3e bataillon - Chef de bataillon com. S. Mayer - 9e compagnie : capitaine Habguillart - 10e compagnie : capitaine Parmentier - 11e compagnie : capitaine Picart - 12e compagnie : capitaine Hayot - 3e section de mitrailleuses : lieutenant ? |

#### 1914
- Le 51e RI a participé à la bataille de Virton le 22 août 1914, à Houdrigny. Il y a quelques tombes de soldats du 51e RI dans ce cimetière militaire : René Cherot, Omer Descamps, Eugène Hodin, Richard Lognon et Isidore Polle.
- Cesse
- la Marne

#### 1915
- Argonne
- Beauséjour
- les Eparges
- Champagne

#### 1916
- Tahure

#### 1917

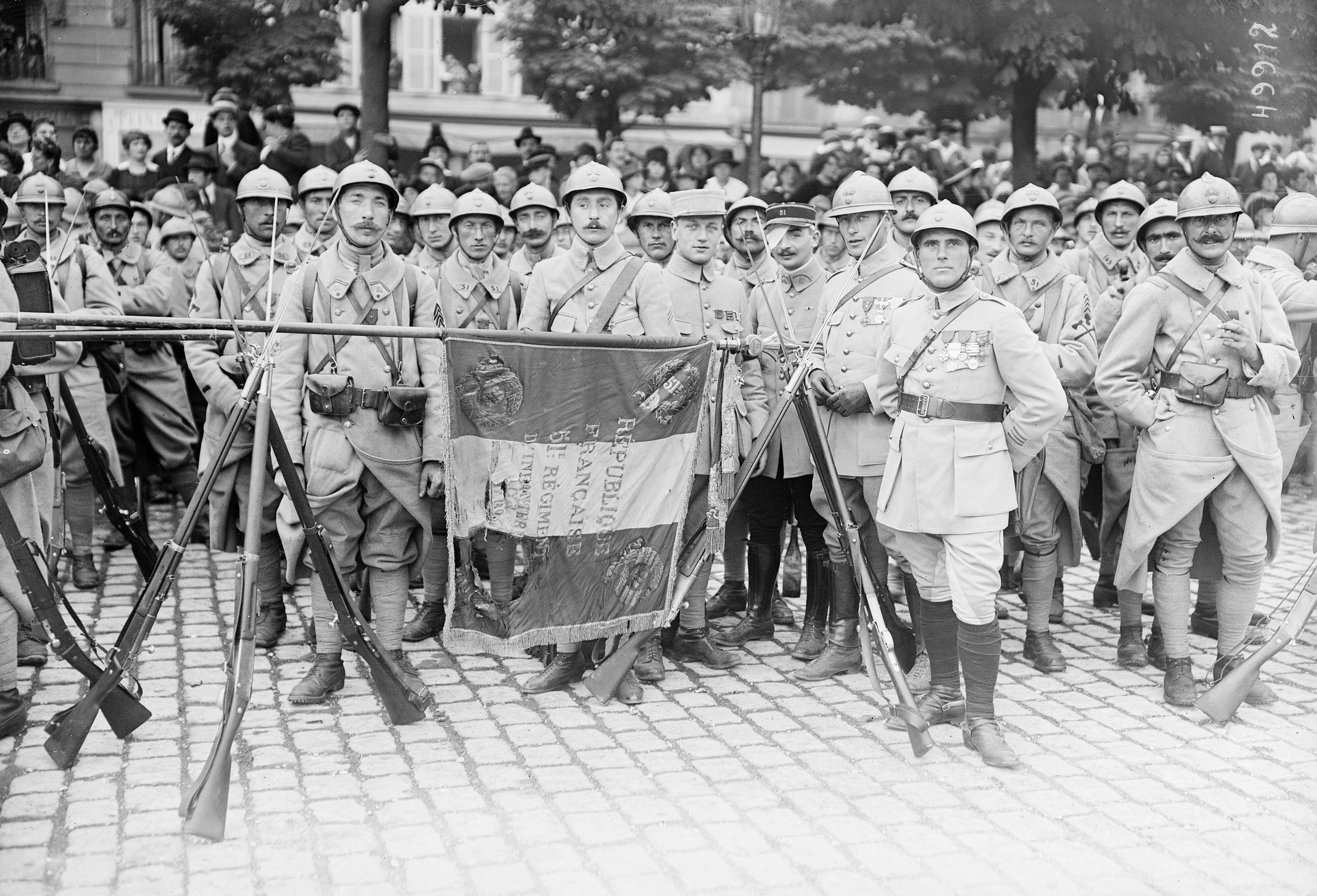
Soldats du autour de leur drapeau, le 14 7 1917 à Paris

- Mont-Spin
- Plateau de Pommérieux

#### 1918
- Mailly-Raineval
- Plateau du Losange
- Bois Saint-Hubert
- Cote 196
- les Mamelles (lieu situé dans la Marne sur le site de la main de Massiges)
- le Fourmilier

### Seconde Guerre mondiale

#### Drôle de guerre
Le 51e régiment d'infanterie est l'un des trois régiments d'infanterie de la 3e division d'infanterie motorisée, cette division est placée en réserve de la 2e armée qui doit en premier lieu protéger la ligne Maginot d'une manœuvre de contournement.

#### Bataille de France
Le 22 mai, au matin le bataillon reçoit l'ordre d'occuper défensivement le bois du Mont des Grues (2 km est de Brieulles-sur-Bar). Dans l'après-midi la 2e compagnie du BCC exécute plusieurs contre-attaques locales avec les 51e, 67e et 91e RI empêchant leur encerclement et infligeant à l'ennemi des pertes sévères.
Le 23 mai. La 3e Cie reçoit l'ordre d'appuyer une attaque aux abords du village d'Oches. Mais en raison de l'évolution rapide de la situation l'ordre est annulé. Les chars ne sont pas prévenus du contre-ordre et en fin d'après-midi la 3e compagnie se trouve menacée d'encerclement. Par ses propres moyens elle attaque l'adversaire, sème la panique dans ses rangs, réussit à se dégager en infligeant de très lourdes pertes à l'ennemi. Au cours de ce dégagement elle laisse trois chars sur le terrain.
Le 24 mai au matin le bataillon gagne la région de Verrières. En cours de journée les compagnies reçoivent des missions distinctes. La 3e compagnie occupe des bois de la cote 253, tenus par une compagnie du 51e RI. Une attaque générale est prévue par le commandement en fin d'après-midi. La situation se modifie et la Cie du 51e RI exécute seule une contre-attaque locale et limitée. Cette action se solde par un échec, et les officiers de chars éprouvent les plus grandes difficultés à regrouper les fantassins en retraite dont tous les cadres ont été tués ou grièvement blessés. Dans l'après-midi la compagnie exécute une mission limitée ayant pour but de neutraliser un nid de mitrailleuses. L'opération est remplie mais deux chars restent sur le terrain. Dans le même temps sur ordre de la 3e DCR, la 2e compagnie est chargée d'opérer le nettoyage des bois de la Grange-au-Mont. La situation est mal définie, depuis le matin l'ennemi a progressé. Alors que la compagnie se trouve en colonne dans un layon ne permettant aucune manœuvre elle est déjà dans les lignes ennemies. Elle continue son avance, enfonce le dispositif de l'adversaire, pénètre profondément à l'intérieur de celui-ci, profite d'une clairière pour exécuter un mouvement tournant et par un chemin différent revient dans nos lignes, prenant à revers l'ennemi surpris auquel elle inflige des pertes considérables. Au cours de l'opération 4 chars sont détruits.
Stonne n'est en mai 1940 qu'un village composé d'une douzaine de fermes. Il est situé au sud de Sedan secteur ou les Allemands percent et franchisent la Meuse (le 13 mai). Stonne domine la plaine de Sedan, cette position dominante donne un avantage tactique important et toute contre-attaque partant de cette position menace le flanc des panzerdivisions de Guderian qui doivent évoluer vers l'ouest. La prise du petit bourg est donc vitale aussi bien pour les allemands que pour les français. Les combats seront d'une rare violence et le village prendra le surnom de " Verdun de 40 ".
Les troupes françaises qui prendront part à la bataille en 1940 : 3e division d'infanterie motorisée (DIM) du général Bertin-Bossu. Il s'agit d'une excellente division d'active dont l'équipement est pratiquement complet. Elle comprend pour les unités principales :
- 51e régiment d’infanterie (RI) (lieutenant-colonel Guy)
- 67e régiment d’infanterie (lieutenant-colonel Dupret)
- 91e régiment d’infanterie (lieutenant-colonel Jacques)
- 42e régiment d’artillerie divisionnaire (RAD)
- 242e régiment d’artillerie lourde divisionnaire (RALD)

La 3e DIM est renforcée par la 3e division cuirassée (DCR) du général Brocart. Elle comprend :
- Une demi-brigade de chars lourds B1 bis, 41e et 49e bataillon de chars de combat (BCC).
- Une demi-brigade de chars légers Hotchkiss H-39, 42e et 45e bataillon de chars de combat (BCC).
- 16e bataillon de chasseurs portés (BCP).
- 319e régiment d’artillerie (RA).

Ses moyens radio et de ravitaillement en essence sont insuffisants ainsi que ses éléments de reconnaissance et le 16e BCP n'a que 50 % de ses véhicules tout terrain !! Elle possède environ 130 chars sur les 160 en dotation complète.Cette division n'a néanmoins pas tous ses moyens en chars et n'a été formée qu'à partir de mars 1940, son instruction est donc incomplète mais son moral reste bon.
Les forces allemandes sont :
- Régiment motorisé Grossdeutschland (incontestablement une des meilleures unités allemande avec un statut d'élite, il comprend 4 bataillons).
- 10e Panzerdivision qui comprend la 4e Panzerbrigade (7e et 8e régiment de panzers), 10e Schützenbrigade (infanterie) et 90e RA.
- 2e division d'infanterie motorisée avec 5e, 25e, 92e RI 2e RA.
- 16e division d’infanterie 60e 64e 79e RI 16e RA.
- Il faut bien sûr ajouter les bataillons de reconnaissance, anti-char… Participeront aussi des unités du génie de la 1re Panzerdivision.

#### Armée de Vichy

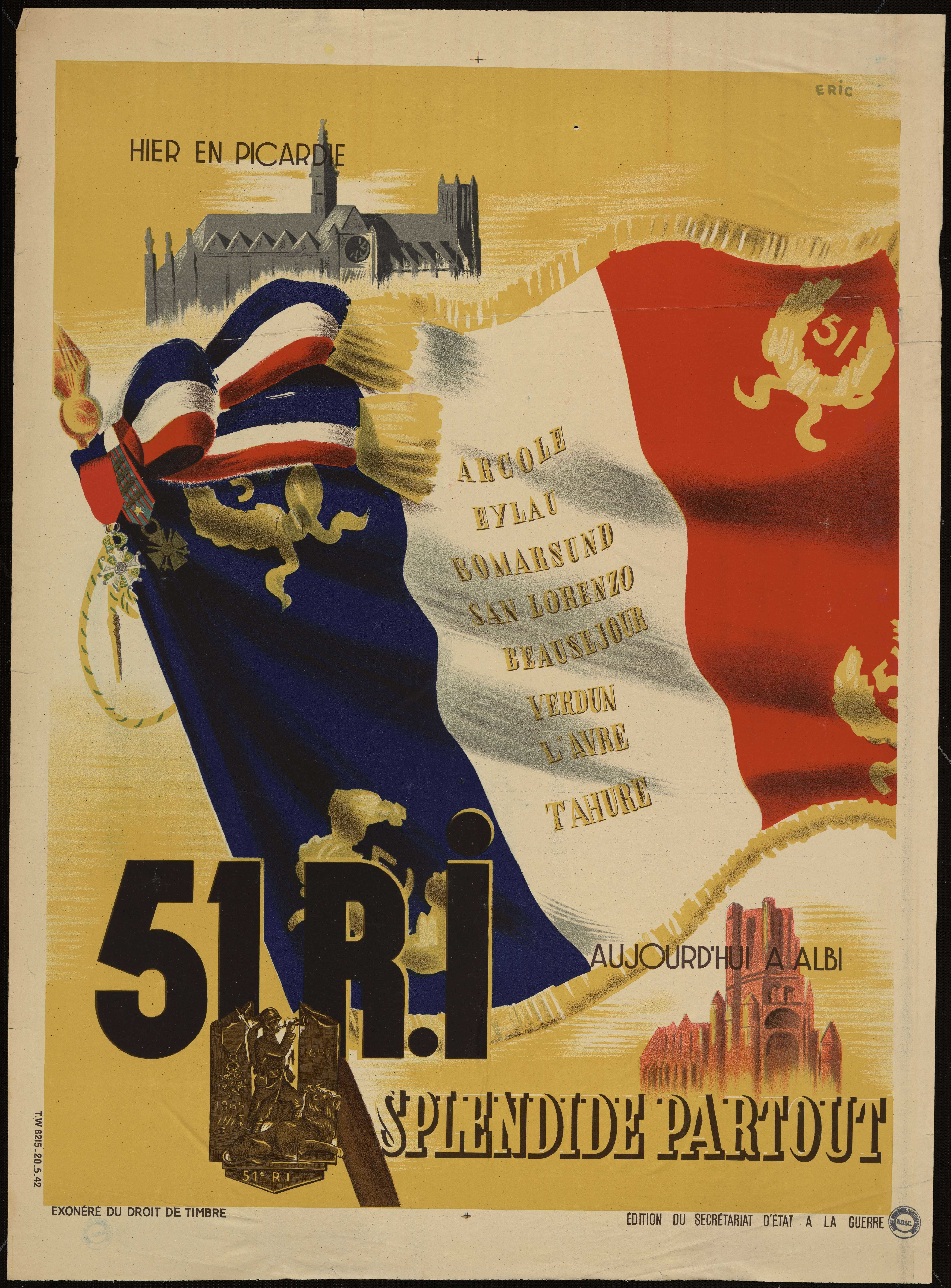
Affiche de recrutement sous Vichy pour le, hier en Picardie, aujourd'hui à Albi, splendide partout.

Le 51e RI est maintenu dans l'Armée d'Armistice, prenant garnison à Albi. L'Armée d'Armistice est dissoute en novembre 1942 après l'invasion de la zone libre.

#### La Libération
- Libération de la Poche de Dunkerque (de septembre 1944 au 9 mai 1945)

le 51e RI a participé :
La poche de Dunkerque, large d'un peu moins de 10 km, s'étend sur 20 km de côte. Dix-sept mille soldats allemands puissamment armés (19 pièces de 210 mm et 44 batteries), commandés par l'amiral Frisius, résistent depuis le 4 septembre 1944, lorsque la 2e division d'infanterie canadienne poursuivant la 15e armée allemande en Belgique, laisse la brigade blindée tchèque du général Liska assiéger la place. Le dispositif se met en place. Les Tchèques sont appuyés par les canons du 33e régiment d'artillerie britannique. Le 51e régiment d'infanterie, ci-devant 110e RI, constitué par le 51e RI et des unités des forces françaises de l'intérieur (FFI) du Nord (bataillons "Dunkerque" et "Jean Bart"), du Lieutenant-colonel Lehagre, renforcé par des bataillons FFI du Nord, de l'Oise  et du Pas-de-Calais grossissent les rangs. Ces 4 500 hommes tiennent alors les deux tiers du front.

### De 1945 à nos jours
Algérie -  Au cessez-le-feu du 19 mars 1962 en Algérie, le 51e RI constitue comme 91 autres régiments, les 114 unités de la Force Locale. Le 51e RI forme deux unités de la Force locale de l'ordre Algérienne, la 417e UFL-UFO et la 418e UFL-UFO, composés de 10 % de militaires métropolitains et de 90 % de militaires musulmans à Zéria et Lentia qui pendant la période transitoire devaient être au service de l'exécutif provisoire algérien, jusqu'à l'indépendance de l'Algérie. (Accords d'Evian du 18 mars 1962)[réf. nécessaire].
- Période transitoire après le cessez-le-feu -.

Les compagnies de forces locales ont été créées (après le cessez-le-feu) pour regrouper du personnel musulman dans des unités spécialisées. Dirigées, à l'origine, par des cadres européens  Le commandement est confié à Omar Mokdad, préfet de Saïda, secondé par le lieutenant-colonel Abdelkrim Djebaili, sous la responsabilité de l'Excecutif Provisoire Algérien  il était prévu qu'elles soient ensuite confiées aux autorités algériennes (après l'indépendance) sans doute pour constituer l'embryon d'une armée nationale.
- En 1979 le 51e régiment d'infanterie quitte Amiens pour Compiègne. Il est dissous à Compiègne le 30 juillet 1984.
- Le 31e groupement de camp de Mourmelon reprend les traditions du 51e régiment d’infanterie en 1986 et prend la double appellation "51e régiment d'infanterie/31e groupement de camp (51e RI/31e GTC)".
- En 2000, les doubles appellations sont supprimées afin d'éviter la confusion dans le milieu civil. Les groupements de camp sont par ailleurs supprimés dans le cadre de restructurations visant à supprimer des entités administratives. Les camps sont rattachés aux régiments les plus proches. Le 51e RI/31e GTC fait exception et devient le Régiment de camp de Mourmelon (RCM) en absorbant les groupements de camp de Suippes et de Sissonnes.
- En 2006 Création du centre d'entraînement des brigades (CEB) de Mourmelon, par changement de nom du régiment de camp de Mourmelon (RCM). Il conserve la garde du drapeau et des traditions du 51e RI. Le camp de Sissonne est rattaché au CENZUB. Le CEB possède des moyens au sein d'un "parc d'entrainement", mis à disposition des unités venant en manœuvre. Parallèlement, l'ensemble des régiments de cavalerie et d'infanterie ont perdu la capacité d'équiper en temps réel la totalité de leur unités élémentaires avec du matériel.

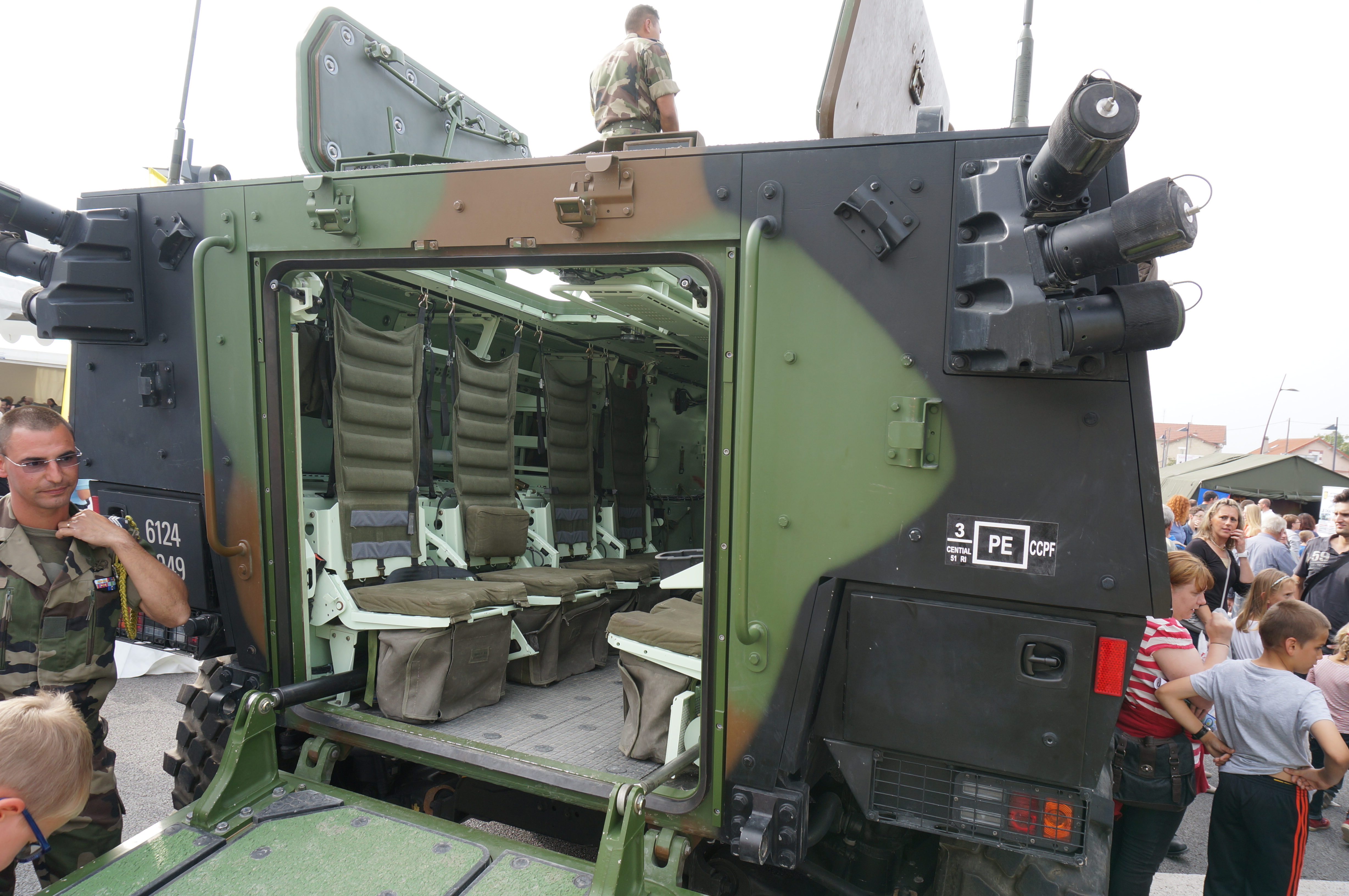
Un véhicule blindé de combat d'infanterie du CENTIAL - en 2014. À droite du véhicule, le symbole PE (parc d’entraînement est dessiné en blanc, entouré des inscriptions -CENTIAL et CCPF.

- En 2013 Le Centre d'Entraînement des Brigades change d'appellation et devient CENTIAL - 51e RI, pour Centre d'Entraînement Interarmes et du Soutien Logistique - 51e régiment d'infanterie. Le centre d'entraînement n'est plus seulement porteur des traditions du 51, mais il y est nominativement affilié. Une cérémonie se tient à Mourmelon-le-Grand le 27 juin lors de laquelle les militaires du centre revêtent la fourragère de tradition du 51e RI.
- Le 2 juillet 2021, en raison de l'évolution de ses missions d'entraînement, le régiment prend l'appellation CAPCIA-51e RI (centre d'appui et de préparation au combat interarmes)[11]. Ce centre est le gestionnaire des camps militaires de Mourmelon, Suippes et Moronvilliers. Il assure le contrôle opérationnel des unités lors de phases de tir réel sur le complexe du CETIA Symphonie à Suippes[12]. Il met à disposition des forces un parc conséquent de véhicules blindés, mutualisés au profit l'entraînement sur les camps de Champagne. Enfin, le CAPCIA-51e RI dispose d'une cellule de préparation opérationnelle qui délivre des stages de qualification individuelle aux militaires avant leur déploiement en opération.
- Le 1er juillet 2025, il reprend l'appellation de 51e régiment d'infanterie (51e RI) [13].

## Faits d'armes faisant particulièrement honneur au régiment
Il porte, cousues en lettres d'or dans ses plis, les inscriptions suivantes, :
- Arcole 1796
- Eylau 1807
- Bomarsund 1854
- San Lorenzo 1863
- Beauséjour 1915[16],[17],[18],[19]
- Verdun 1917
- L'Avre 1918
- Tahure 1918
- Stonne 1940
- AFN 1952 - 1962

Les inscriptions Hohenlinden - 1800, Austerlitz 1805 et Zaatcha 1849 ont disparus lors de la IIIe République.

### Décorations
La cravate du drapeau est décorée de la Légion d'honneur,, de la Croix de guerre 1914-1918 avec 4 palmes. Il porte la fourragère aux couleurs du ruban de la Médaille militaire.

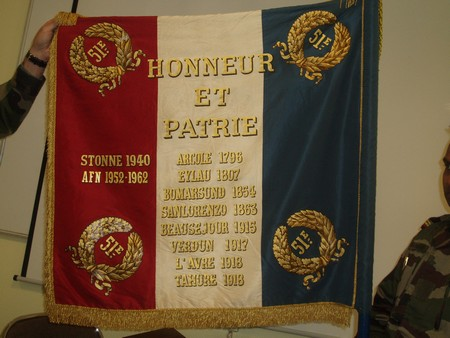
Drapeau du 51e régiment d'infanterie de ligne
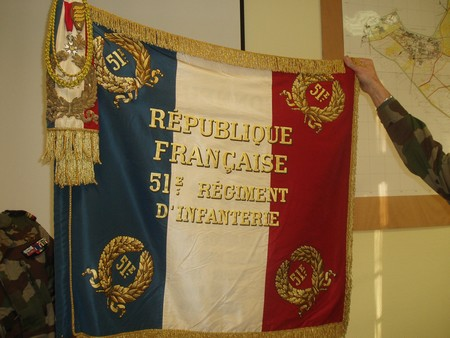
Drapeau du 51e régiment d'infanterie de ligne avec sa cravate
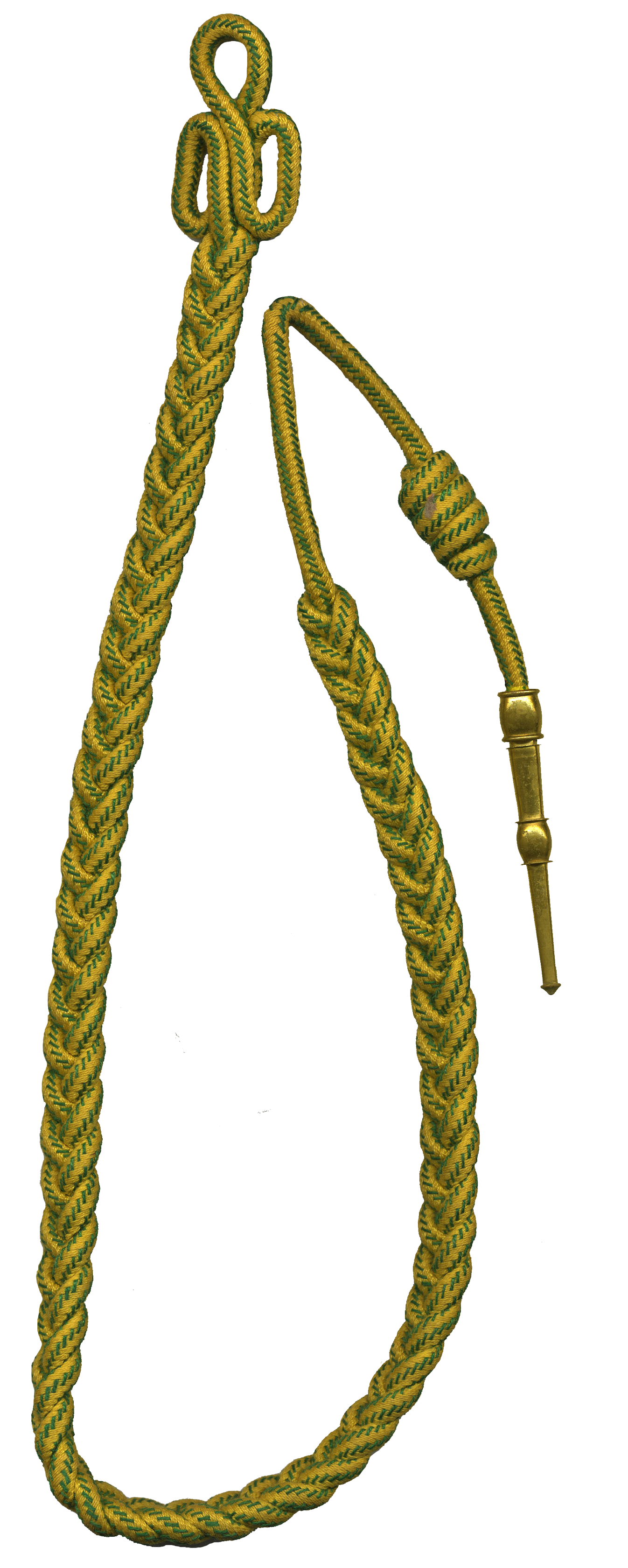
Fourragère aux couleurs de la Médaille militaire,

## Traditions et uniformes

### Insignes

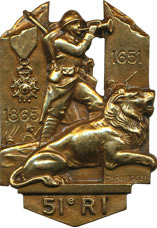
Insigne régimentaire du 51e régiment d'infanterie en 1939
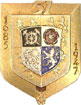
Insigne régimentaire du 51e bataillon d’infanterie (vers 1950[réf. souhaitée])
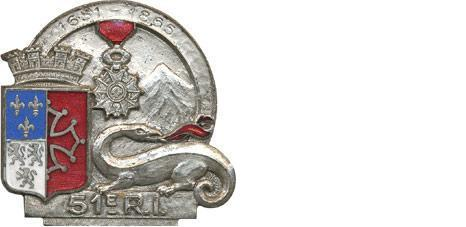
Insigne régimentaire du 51e régiment d'infanterie[Quand ?].
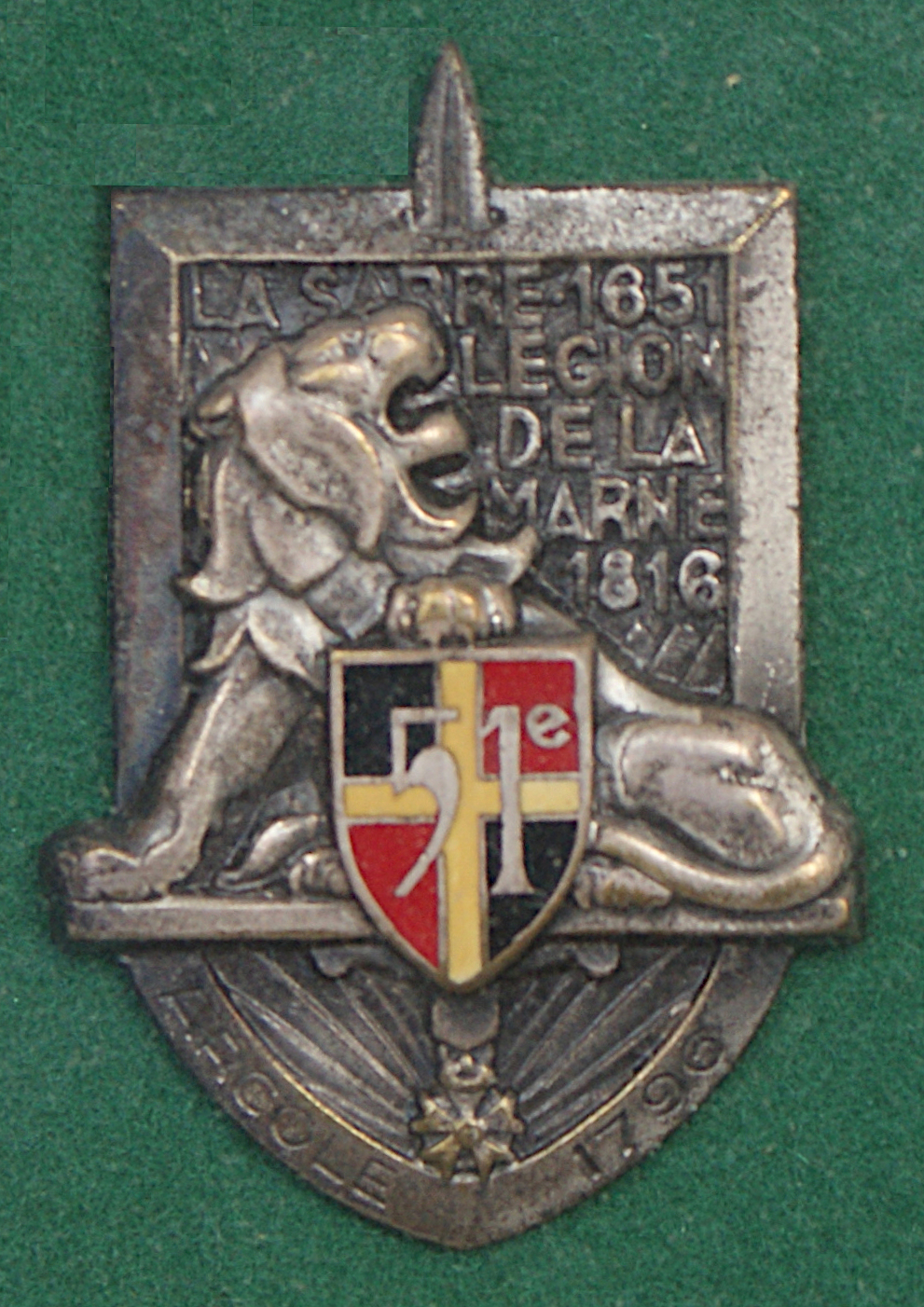
Insigne régimentaire du 51e régiment d'infanterie en 1970
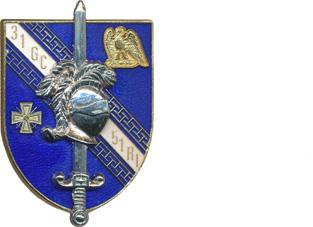
Insigne régimentaire du 51e régiment d’infanterie - 31e groupement de camp (1984-2000[réf. souhaitée])

### Devise
"plus est en nous"

## Personnalités ayant servi au51eRI
- Pierre Jules Amadieu (1816-1870), commandant de compagnie en Algérie de 1849 à 1850 ;
- Louis Paul Baille (1768-1821) alors major ;
- Eugène Jacques Bullard (1895-1961) qui fut blessé le 18 juin 1940 ;
- Pierre Carpentier (1913-1943), prêtre et promoteur du scoutisme, y était lieutenant de la compagnie de sapeurs ;
- Jean Danjou (1828-1863), y a servi en 1849 ;
- Ossian Dumas (1826-1874) officier saint-cyrien dont le courage républicain lors du coup d'État de Napoléon III est relaté par Victor Hugo dans Histoire d'un crime[réf. nécessaire] ;
- Emmanuel de Mac Mahon (1855-1927), chef de bataillon au 51e RI en 1899) ;
- Paul-Hémir Mezan (1912-1944), résistant, compagnon de la libération, y a fait son service militaire ;
- Stéphane Piobetta (1913-1944), philosophe, militant politique, compagnon de la Libération.
- Général Renson d'Allois d'Herculais (1818-1884), général français du Second Empire et de la Troisième République.
- Lucien Rottée (1893-1945), directeur central des Renseignements généraux des brigades spéciales
- Jules Semler-Collery (1902-1988), compositeur ;
- Vincent-Marie Viénot de Vaublanc (1756-1845), homme politique français ;

### Sources et bibliographie
- drapeaux.org 51e régiment d'infanterie de ligne.
- regimentdelasarre.ca régiment de la Sarre.
- À partir du Recueil d'Historiques de l'Infanterie Française (Général Andolenko - Eurimprim 1969).
- Achille Paul Arsène Painvin : Historique du 51e régiment d'infanterie